# Fabiana Arreguy
Fabiana Arreguy é jornalista formada pela FAFI, atual UNI-BH. Filha de uma família de jornalistas, começou sua carreira na Rádio Cultura em Brasília, DF. Foi a Primeira jornalista mulher a apresentar o Jornal da Itatiaia na rádio Itatiaia de Belo Horizonte, MG. Entrou para a rádio CBN-BH em 2003. Atualmente produz e apresenta o programa Pão e Cerveja, que trata do tema de cervejas artesanais do mundo todo, micro cervejarias do Brasil e cervejarias.
Especializada em cervejas com foco em cervejas artesanais e caseiras, formou-se sommelier de cerveja (Bier Sommelier) pelo SENAC-SP, em curso em parceria com a Doemens Academy, da Alemanha.
É jurada em concursos nacionais e internacionais de cervejas artesanais e divulgadora da cultura cervejeira mundial.

## Rádio
- Rádio Cultura (Brasília)
- Rádio Alvorada - FM (Belo Horizonte)
- Rádio Itatiaia (Belo Horizonte)
- Rádio CBN (Belo Horizonte)(Central Brasileira de Notícias)